# Nieve negra
Nieve negra is een Argentijns-Spaanse film uit 2017, geregisseerd door Martín Hodara.

## Verhaal
Salvador wordt ervan beschuldigd zijn broer tijdens zijn tienerjaren te hebben vermoord en woont alleen in het midden van Patagonië. Enkele decennia later komen zijn broer Marcos en zijn schoonzus Laura langs om hem over te halen de geërfde familiegronden te verkopen.

## Rolverdeling
| Acteur             | Personage       |
| ------------------ | --------------- |
| Leonardo Sbaraglia | Marcos          |
| Laia Costa         | Laura           |
| Ricardo Darín      | Salvador        |
| Federico Luppi     | Sepia           |
| Dolores Fonzi      | Sabrina         |
| Andrés Herrera     | Sabaté          |
| Biel Montoro       | Marcos (jong)   |
| Mikel Iglesias     | Salvador (jong) |
| Liah O'Prey        | Sabrina (jong)  |

## Ontvangst

### Recensies
Op Rotten Tomatoes geeft 63% van de 8 recensenten de film een positieve recensie, met een gemiddelde score van 6,31/10.